# Isabel (Salomonen)
Die Provinz Isabel liegt zentral im Westen des pazifischen Inselstaats Salomonen. Sie grenzt im Nordwesten an die Provinz Choiseul, im Südosten an die Provinz Malaita und im Westen an die Provinzen Western und Central.
An der Südostküste von Santa Isabel, der mit rund 3000 km² größten Insel der Provinz, liegt die Provinzhauptstadt Buala. Ihr wenige Kilometer östlich vorgelagert ist die Insel Fera, auf der sich eine kleine Start- und Landebahn befindet.
Zur Provinz Isabel gehören zahlreiche Inseln, darunter auch San Jorge. Die Fläche aller Inseln beträgt 4136 km². Nach dem Zensus von 2009 lebten 26.158 Menschen in der Provinz, die überwiegende Anzahl auf der Hauptinsel Santa Isabel.